# کارل مارون
کارل مارون (آلمانی: Karl Maron؛ ۲۷ آوریل ۱۹۰۳ – ۲ فوریه ۱۹۷۵) یک سیاست‌مدار و روزنامه‌نگار اهل جمهوری دمکراتیک آلمان بود.